# 믹소프테루스
믹소프테루스(Mixopterus)는 바다전갈의 한 속이다. 메갈로그랍투스처럼 믹소프테루스는 첫 번째 걷는다리 한 쌍에 가시가 돋쳐 있는데, 이것은 먹이를 붙잡기 위한 용도로 쓰였던 듯하다.

## 특징
믹소프테루스는 중형 크기의 포식성 광익류이다.  대형종인 M. simonsoni의 경우, 몸길이는 75 cm에 달한다. 드문드문 있는 혹 또는 반원형 비늘이 있는 강건한 외골격이 특징이다. 전흉부(머리)는 하위 사각형이며 앞중간쪽으로 돌출되어 있다. 협각 (입 앞에 달린 발톱)은 작다. 믹소프테루스의 제2다리 및 제3다리는 매우 전문화되어 있으며, 걷는다리로 쓰지 않는 대신 짝지어진 길다란 가시가 매우 발달해 있다. 제4다리 및 제5다리는 중간 크기이며 전형적으로 가시가 있는 걷는다리이다. 제6다리(마지막 다리 쌍)의 경우, 광익목에서 볼 수 있는 특징인 헤엄다리이다.
몸통의 앞부분인 전복부는 축의 고랑으로 좁아진 반면, 후복부는 좁다. 꼬리마디는 휘어진 가시 같다. 꼬리를 찌르면서 밀면, 꼬리마디 가시가 앞의 다리들 사이로 먹이를 찌르기 용이해진다. 꼬리의 구조는 믹소프테루스가 땅 위를 이동할 수 있었다는 것을 보여주나, 그런 움직임은 체중 때문에 힘들 것으로 보인다. 축축한 아가미가 복판 위에 봉해져 있기 때문에 호흡은 문제가 되지 않는다. 믹소프테루스는 먹이를 기다리기 위해 스스로를 모래 밑으로 파묻는데, 헤엄다리는 땅을 파기에 매우 적합하다. 앞부분의 다리와 눈을 포함하는 전흉부의 전방부는 기질 위로 드러나 있었을 것이다. 먹잇감이 충분히 다가섰을 때 앞부분의 부속지가 함께 움직여, 철창을 형성하는 것처럼 먹이를 가두었을 것이다.

## 순고생물학

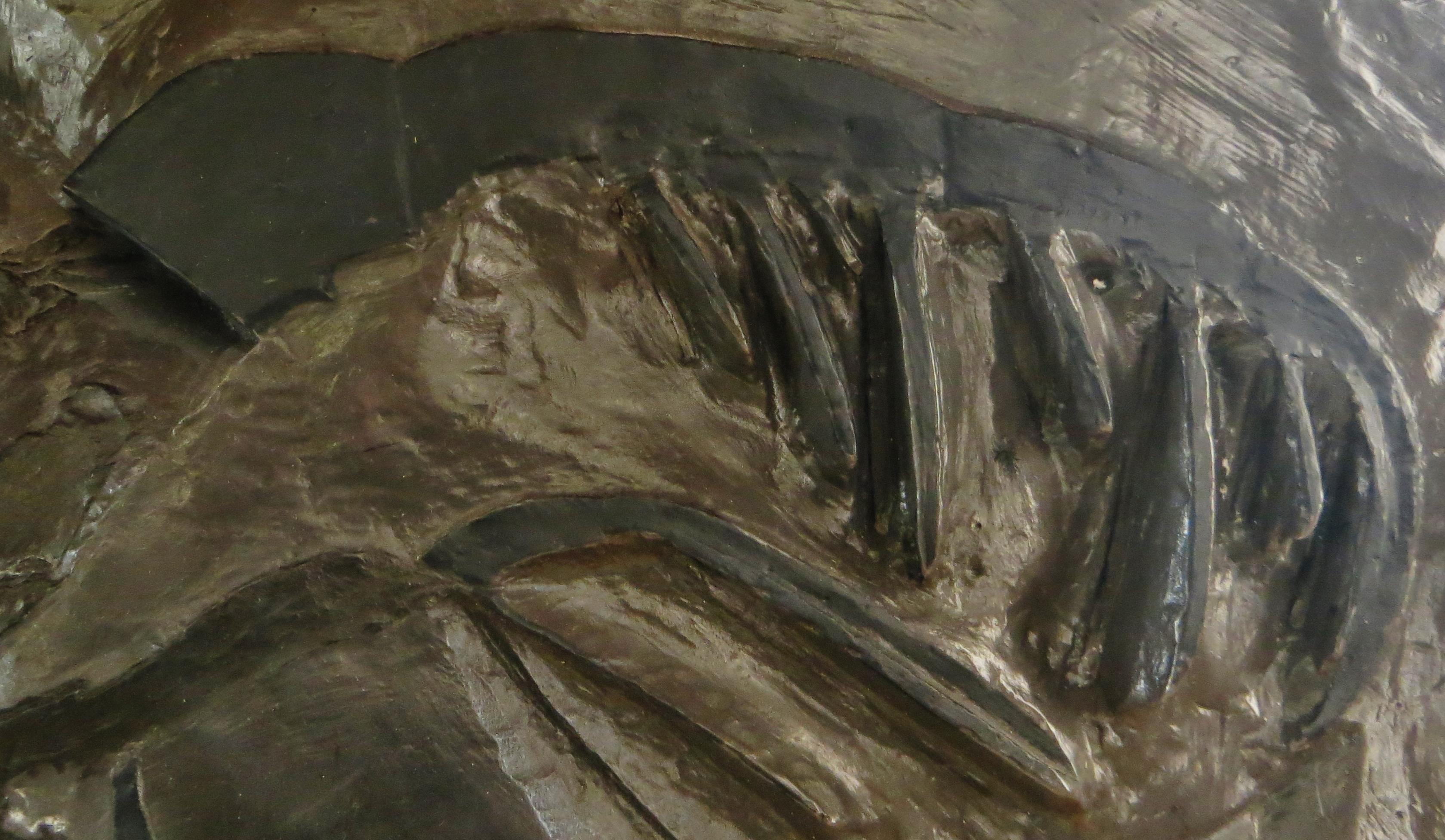
믹소프테루스의 다리. 가시가 잘 보존되어 있다.

### 이동성
헤엄다리가 달린 광익류는 해저 바닥을 걷거나 그 위로 수영했을 것이다. 일부 매우 분화된 광익류들과는 다르게, 믹소프테루스는 그렇게 수영은 잘 못했던 것으로 여겨지며 해저면 부근에 머물렀던 것으로 보인다. 수영하는 동안, 전흉부의 다리(제4, 5다리)는 작은 옆면 스트로크를 만들기 위해 뒤로 위치해 있었을 것이다. 헤엄다리는 수직으로 이동하는 지느러미로 사용했을지도 모른다. 복판에 있는 빠른 스트로크를 이용해 스스로를 앞으로 밀어냈을 수도 있지만, 이것은 불가능한 것으로 여겨진다.
믹소프테루스는 대부분의 곤충과 유사한 걸음걸이로 바닥을 걸어다녔을 수도 있다. 바닥면 위로 고정된 두 개의 둔중하고 전문화된 전방부속지는 길다란 복부의 무게와 균형을 맞추었을 것이다. 펼쳐진 다리들은 적절한 발판을 마련할 것이며, 아마도 꼬리를 들어올려 조절할 수 있을 것이다. 지상에서는, 들어올린 꼬리가 몸의 평형을 맞추었을 것이다. 물이 없으면 (받쳐야 할) 체중이 더 늘어나기 때문에 이것은 육상에서 더 중요했다.

### 생식
믹소프테루스는 복부 중앙에 위치한 길다란 생식 부속기를 가지고 있다. 믹소프테루스의 짝짓기는 투구게에서의 그것과 유사한 것으로 보인다. 제2다리에는 뒷부분에 칼날 모양의 평평한 가시가 달린, 납작하고 둥근 엽 모양의 움집기가 있으며, 전반적으로 리물루스속 투구게(Limulus)의 움집기외 유사하다. 수컷은 긴 생식기를 암컷이 알을 저장한 부분으로 향하게 해, 암컷의 마지막 전흉절의 옆 모서리로 스스로를 부착할 수 있다.

## 종

믹소프테루스속 내 세 종의 크기 비교

믹소프테루스속은 3개의 유효종을 포함하고 있으나, 역사적으로 할당된 다른 종들은 이 속의 외부로 교정하고 있다. 현재 믹소프테루스의 유효종으로 보고 있다:
- Mixopterus kiaeri Størmer, 1934 - 노르웨이 링게리케 (실루리아기)
- Mixopterus multispinosus Clarke & Ruedemann, 1912 - 뉴욕 (실루리아기)
- Mixopterus simonsoni Schmidt, 1883 - 에스토니아 사레마섬 (실루리아기)

비유효종 또는 재확인종:
- Mixopterus dolichoschelus Peach and Horne, 1899 - 스코틀랜드 라나크셔주 및 에어셔주 (실루리아기), 독자 속인 라나르코프테루스(Lanarkopterus)로 재분류됨.[5]

## 생흔화석
믹소프테루스가 만들어낸 생흔화석이 노르웨이 링게리케의 화석 퇴적층에서 발견되었다. 생흔속 메로스토미크니테스(Merostomichnites)라고 불리는 이 흔적은 보행용으로 세 쌍의 다리만이 쓰이고 다른 마지막 한 쌍은 헤엄 다리인 절지동물에 의해 만들어졌다.
머리가슴의 마지막 다리를 구성하는 헤엄다리는 에우리프테루스류 광익류에 존재하며, 그 중 링게리케의 실루리아기 퇴적층에 존재하는 상당히 큰 분류군은 믹소프테루스 키아이리 (Mixopterus kiaeri)와 에레토프테루스 홀미(Erettopterus holmi)뿐이다. 가늘고 가시가 없는 보행 다리와 짧은 생식기를 가진 에레토프테루스는 "M. kiaeri"의 크기와 형태가 오히려 일치하지만 그 흔적을 (똑같이) 만들 수는 없었을 것이다. 이 지역의 커다란 형태적 유사성과 비교상 화석이 풍부한 M. kiaeri는 한켄과 스퇴르머(1975) 논문에서  이 생흔화석을 믹소프테루스의 것으로 지칭하게 만들었다.

## 같이 보기
- 바다전갈의 목록